# Błeszno (Częstochowa)
Błeszno – dzielnica Częstochowy, znajdująca się w południowej części miasta. W skład dzielnicy wchodzą również osiedla Kręciwilk, Bugaj, Brzeziny Małe i Brzeziny Wielkie.
Błesznem nazywano obszar wybiegający poza współczesną dzielnicę, obejmujący także Ostatni Grosz i Raków. Błeszno stanowiło rozrzucony archipelag małych osad. Rolniczy charakter miał folwark Błeszno – Brzeziny. Od 2004 roku część dawnej dzielnicy Błeszno leży w granicach administracyjnych dzielnicy Wrzosowiak.

## Historia
Wieś istniała już tu w średniowieczu i związana była z założonym przez Abela Biela herbu Ostoja obronnym gródkiem. Osada należała do rodu Błeszyńskich h. Oksza. Według Marcina Bielskiego w XI wieku Jan Werszowiec zabił w oblężeniu Wrocławia księcia czeskiego Świętopełka II i ze swoim oddziałem przeszedł na stronę Polaków, przyczyniając się walnie do ich zwycięstwa. Książę Bolesław III Krzywousty nagrodził go za ten czyn związaną z nim ziemią. Z biegiem czasu potomkowie Jana Werszowica, protoplasty rodu Okszyców, podzielili się wsiami podarowanej ziemi i w XV wieku od ich nazw przyjęli nazwiska. Stąd Okszyńscy, Radoszewscy, Siemkowscy i Błeszyńscy.
Miejscowość leżała w Częstochowskim Obszarze Rudonośnym. W 1377 roku istniała tu kuźnica, od 1388 roku we władaniu Paulinów.
W latach 1470–1480 Błeszno podlegało pod parafię św. Zygmunta w Częstochowie, która od 1747 do 1866 roku była zarządzana przez paulinów z klasztoru Jasnogórskiego. Wieś Bugaj w 1782 roku podlegała pod parafię w Konopiskach (filię parafii św.Zygmunta w Częstochowie).
Błeszno miejskiego charakteru zaczęło nabierać stopniowo w XX wieku. W 1930 włączono do Częstochowy wieś i folwark. W 1952 uzupełniono dzielnicę o resztę gromady Błeszno, należącej dotychczas do gminy Wrzosowa.
15 marca 2004 roku Rada Miasta Częstochowy w uchwale w sprawie utworzenia dzielnic oraz nadania im statutów ustaliła nowy podział administracyjny miasta. Ustalony podział jest niezgodny z historycznym. W jego wyniku osiedle mieszkalne Błeszno, wzgórze ostańcowe Błeszno, cmentarz Rakowski, ogródki działkowe "Błeszno - Wzgórze" znalazły się w granicach dzielnicy Wrzosowiak.
Na cmentarzu Rakowskim przy ul. Palmowej znajdują się pomniki zmarłych przed stu laty ziemian Błeszyńskich. W ostatnim czasie dokonano także odkrycia na cmentarzu zbiorowej mogiły żołnierzy Armii Krajowej pomordowanych w latach 1945–1956 przez Urząd Bezpieczeństwa Publicznego.

## Zagospodarowanie
Obszar dzielnicy obejmują terytoria czterech parafii katolickich:
- św. Jana Chrzciciela
- Wniebowstąpienia Pańskiego
- św. Jadwigi Śląskiej,

### Oświata
Na terenie dzielnicy znajdują się placówki oświatowe:
- Zespół Szkół nr 2 im. Polskich Noblistów: Szkoła Podstawowa nr 15 i Gimnazjum nr 23
- Miejskie Przedszkole nr 19
- Przedszkole Niepubliczne Klub Kubusia Puchatka V

## Legenda
W Błesznie przy zbiegu ulic Szkolnej i Grobli znajdują się mokradła, na których w latach 90. XX wieku odkryto murowane ślady zamku gotyckiego. Do dzisiaj można zauważyć jeszcze drobne pozostałości fosy i wałów, choć teren jest mocno zarośnięty i trudno dostępny. Bardzo skąpe informacje o zamku istnieją tylko w dokumentach z XIV wieku, nie wiadomo, co działo się z nim później. Być może zamek zamieszkiwał ród Bielów herbu Ostoja.
Dawno temu Błeszno było oddalone o 2 km od Częstochowy, od której dzieliła go jeszcze wieś Raków. Legenda mówi, że tamtejszym zamkiem władał bogaty i dumny rycerz, który często wspierał swoim wojskiem króla. W zamku była duża kaplica, bowiem rycerz był bardzo pobożny. Pewnego razu między władcą a rycerzem doszło do konfliktu, który wywołał bunt. Wysłane przez króla wojska zostały pokonane przez prywatne oddziały pana na Błesznie. Ten uniósł się pychą – swoim podwładnym i jeńcom oświadczył, że jest równy Bogu. W tym momencie rozwarła się ziemia, pochłonęła zamek i jego mieszkańców. Następnie miejsce to zostało zalane przez wodę. Powstało bagno, na którym czasem ciemną nocą można zobaczyć płomyki. Są to dusze rycerza-bluźniercy i jego sług. Według opowieści mieszkańców Błeszna mieścił się tutaj cmentarz, teraz w tym miejscu znajduje się ulica Owsiana

## Łąki Błeszeńskie
Łąki Błeszeńskie to duży obszar łąk ciągnących się na południe od dzielnic Wrzosowiak i Błeszno do gminy Poczesna. Liczne kanały odwadniające uchodzące do rzeki Brzezinka. Na łąkach można spotkać różne gatunki zwierząt takich jak zające, lisy czy sarny.

## Galeria

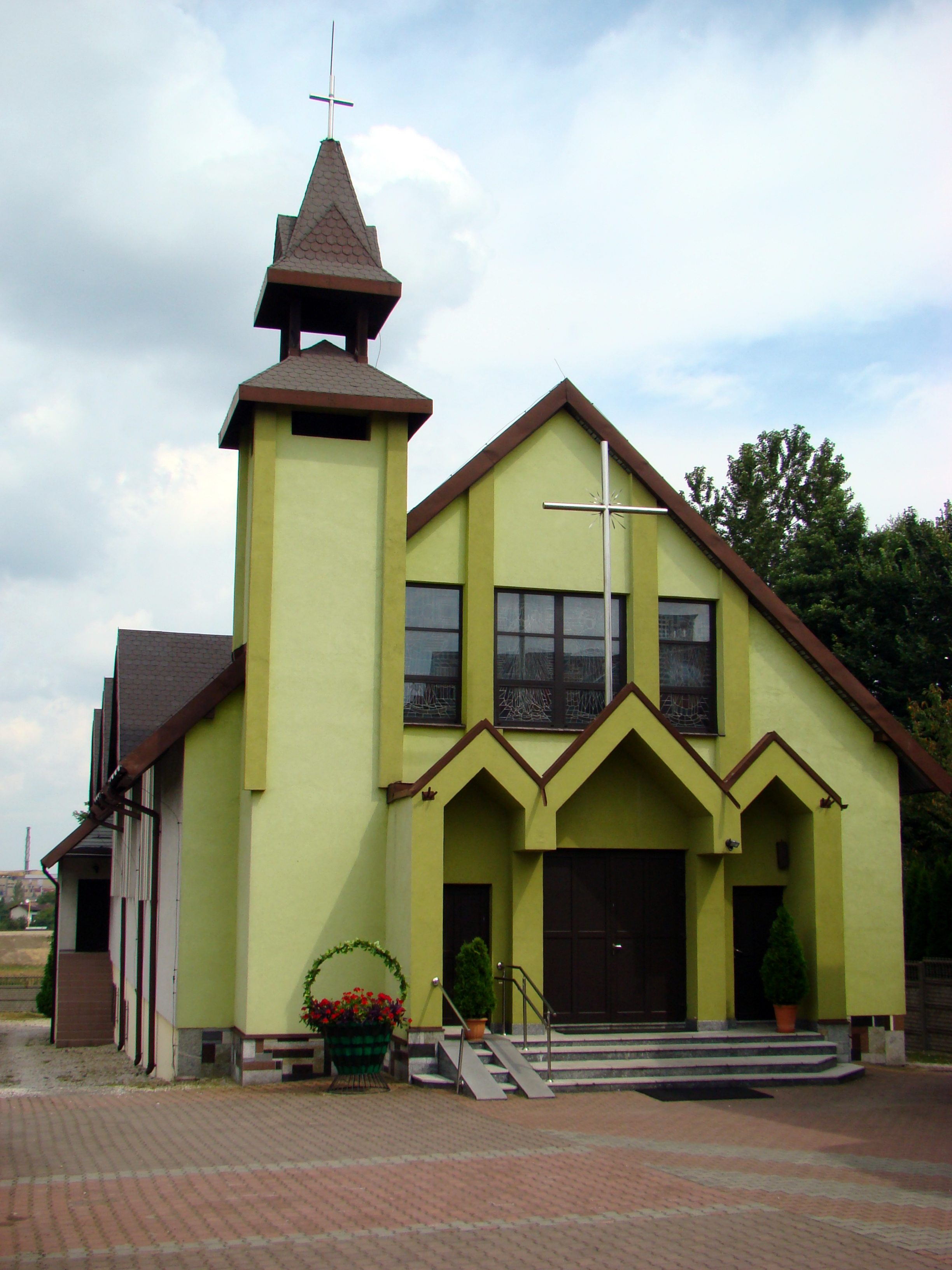
Kościół św. Jana Chrzciciela na tzw. "starym" Błesznie
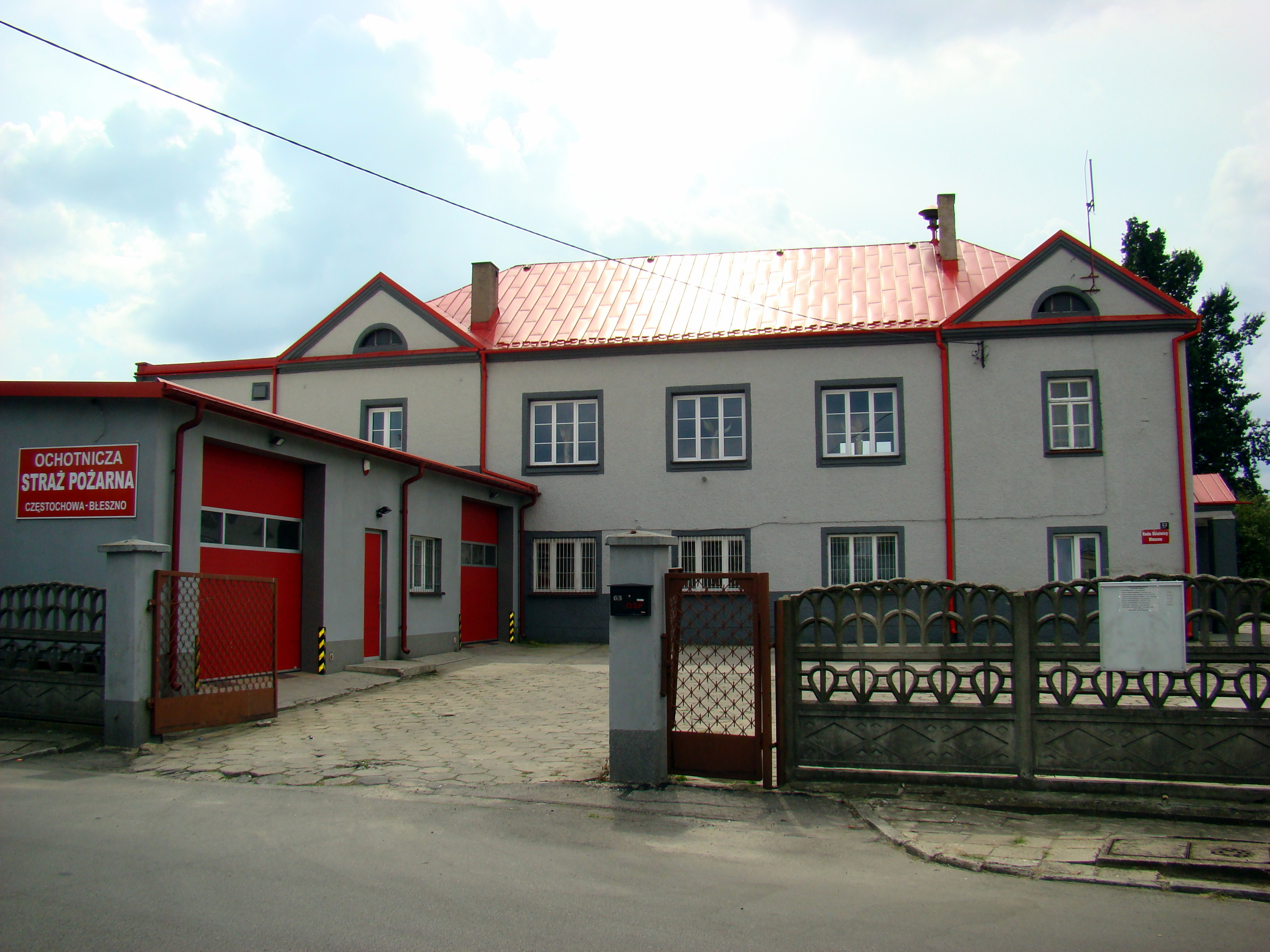
Remiza OSP Częstochowa Błeszno i siedziba rady dzielnicy
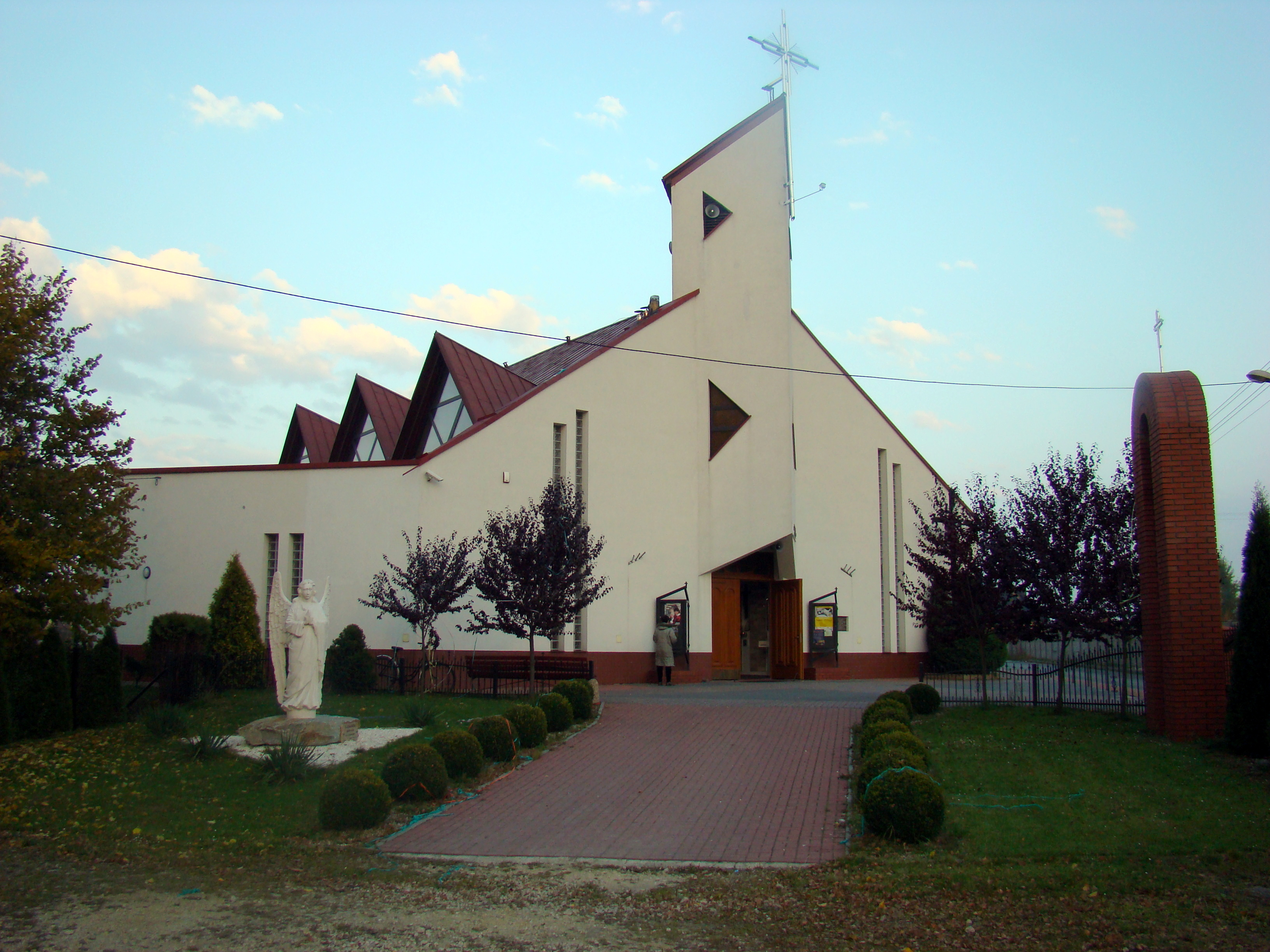
Kościół Wniebowstąpienia Pańskiego
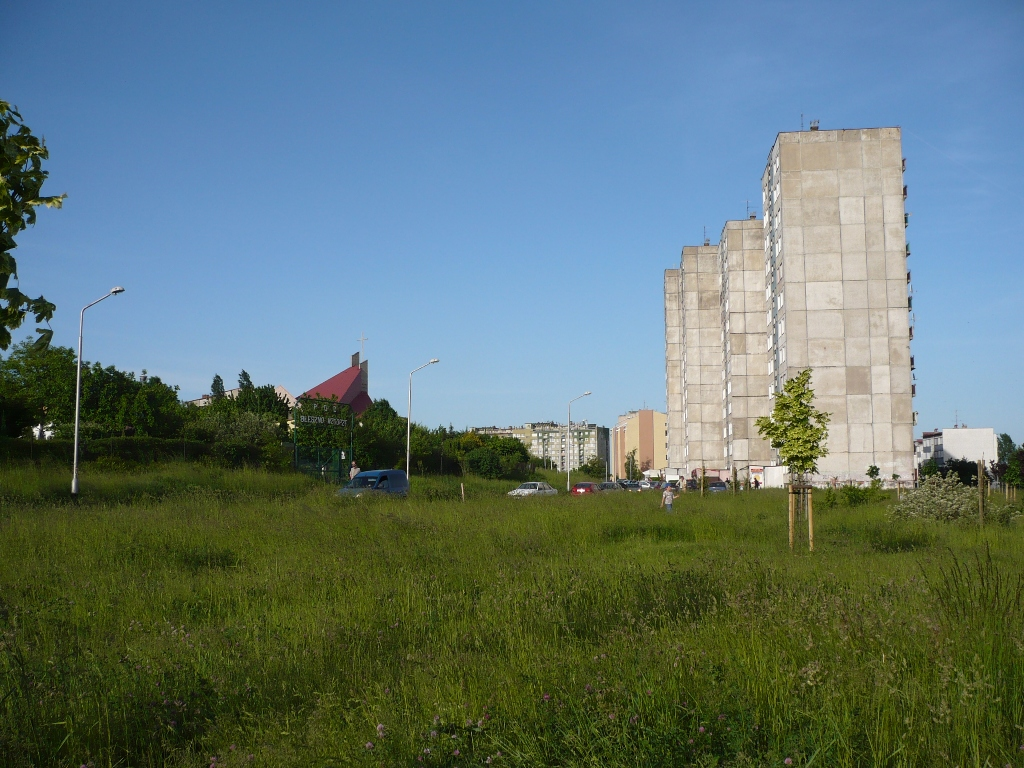
Osiedle Błeszno widziane z ulicy A. Bienia
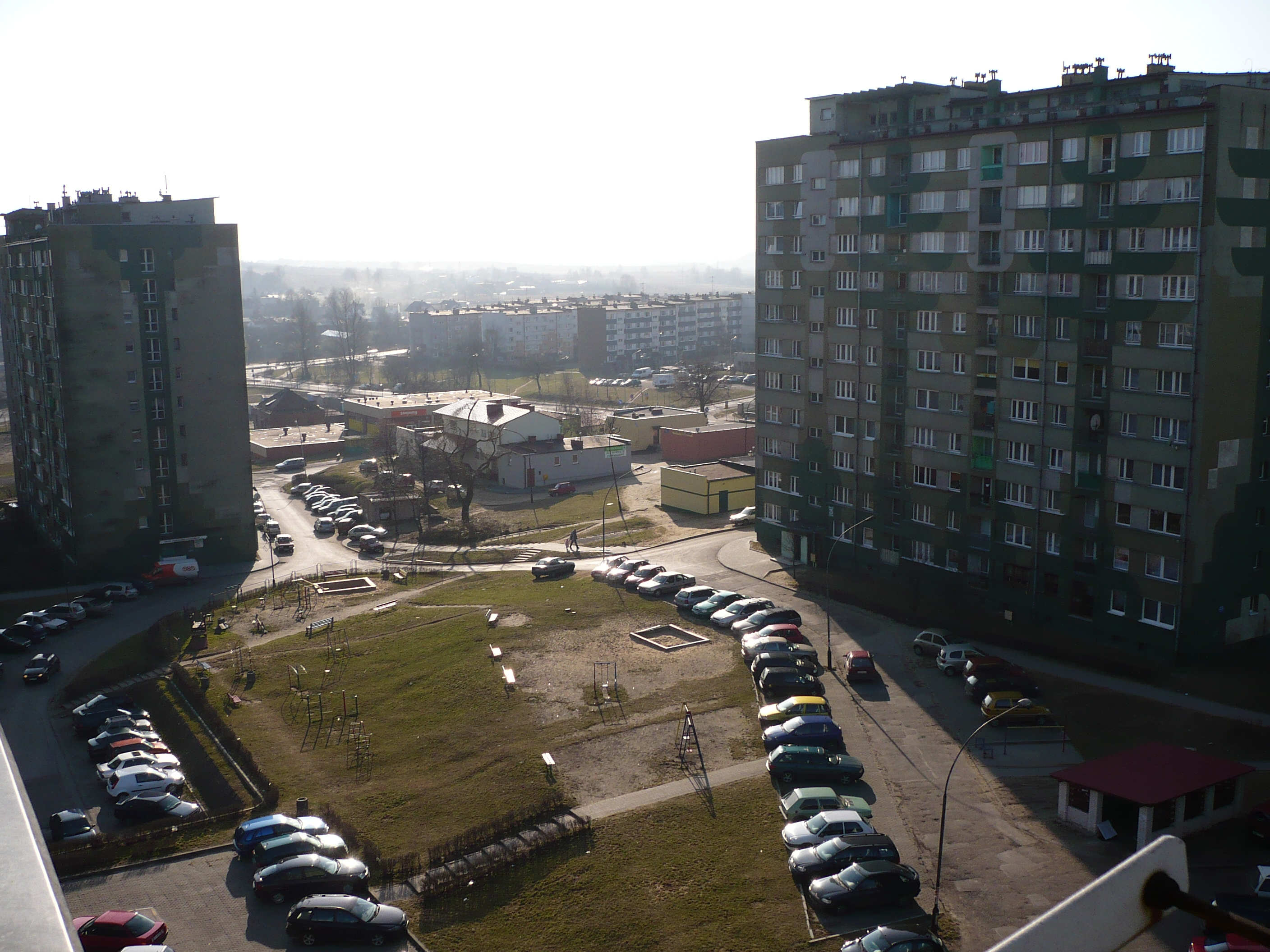
Widok z wieżowca przy ul. Bohaterów Katynia na osiedle Błeszno
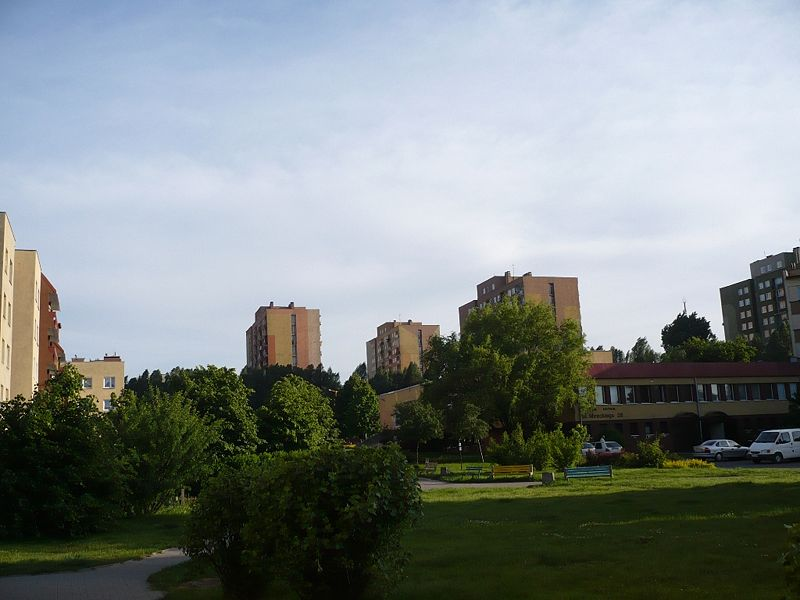
Widok na osiedle Błeszno z dzielnicy Raków
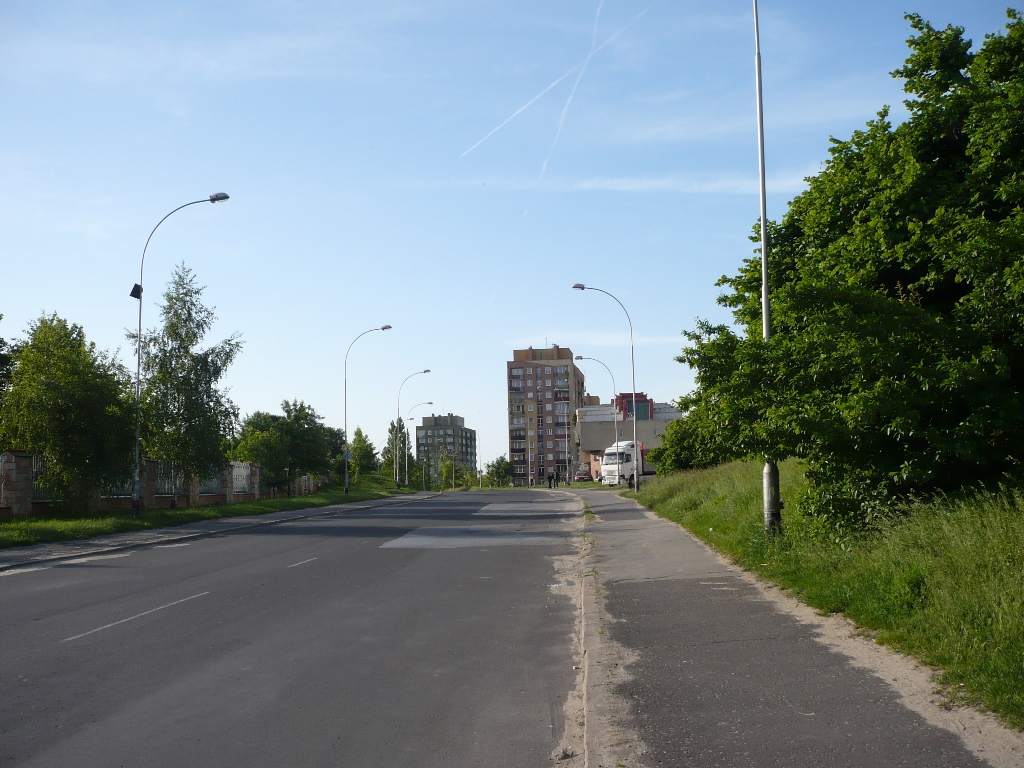
Widok na jedną z dróg na osiedlu Błeszno